# Thelidium aeneovinosum
Thelidium aeneovinosum är en lavart som först beskrevs av Anzi, och fick sitt nu gällande namn av Johann Franz Xaver Arnold. Thelidium aeneovinosum ingår i släktet Thelidium och familjen Verrucariaceae.  Arten är reproducerande i Sverige. Inga underarter finns listade i Catalogue of Life.
I den svenska databasen Dyntaxa används istället namnet Thelidium methorium för samma taxon.  Arten är reproducerande i Sverige.